# Les Chasseurs de fantômes
 (avril 2020).
Si vous disposez d'ouvrages ou d'articles de référence ou si vous connaissez des sites web de qualité traitant du thème abordé ici, merci de compléter l'article en donnant les références utiles à sa vérifiabilité et en les liant à la section « Notes et références ».
Les Chasseurs de fantômes (De spokenjagers en néerlandais) est le trente-sixième album de la série de bande dessinée Bob et Bobette. Il porte le numéro 70 dans la série actuelle et a été écrit par Willy Vandersteen et publié dans De Standaard et Het Nieuwsblad du 31 mars 1956 au 8 août 1956.

## Synopsis
Jérôme a maintenant un travail : majordome pour la baronne de Gossicourt. Mails s'avère que le château de Gossicourt est hanté. Bob, Bobette, Lambique et Sidonie décident donc de rejoindre Jérôme. Ce dernier, aidé d'un vagabond, semble cacher un coffre qu'il veut détruire et qui serait à l'origine des tremblements de terre survenu au château. Que contient-il ? Et pourquoi la baronne en a-t-elle peur ?

## Personnages
- Bob
- Bobette
- Lambique
- Sidonie
- Jérôme
- la baronne Chatterbox de Gossicourt
- Le vagabond
- Les fantômes de la Calomnie

## Lieux
- Belgique : Château de Gossicourt, Ardennes

## Autour de l'album
- Dans cette histoire, Bob, Bobette, Lambique et Sidonie passent devant un panneau d'affichage représentant le chien Bessy . Vandersteen venait de commencer  cette nouvelle bande dessinée quand Les chasseurs de fantômes est sorti.
- Vandersteen utilise les fantômes comme l'allégorie de la méchanceté qu'avait la baronne pour les autres[2].

## Adaptations
Une comédie musicale (en néerlandais) a été créée en juillet 2002  basée sur l'histoire Les Chasseurs de fantômes . La comédie musicale a été jouée en Belgique et aux Pays - Bas , la dernière représentation a eu lieu en février 2003. La répartition des rôles était la suivante :
- Bob: Sébastien De Smet
- Bobette: Femke Stoop
- Lambique: Ronald Van Rillaer
- Sidonie: Jeroen Maes, remplacé par Frank De Peuter
- Jérôme: Ivan Pecnik
- La baronne: Gerdy Swennen
- Frère de la baronne: Van Boeckel

## Éditions
- De spokenjagers, Standaart, 1956 : Édition originale en néerlandais
- Les chasseurs de fantômes, Erasme, 1967 : Édition en français comme numéro 70 de la série en quadrichromie